# Trofeo Marc Hodler
il Trofeo Marc Hodler è un premio che viene assegnato annualmente nel corso dei campionati mondiali juniores di sci alpino, sci nordico, freestyle e snowboard alla nazione che ottiene il maggior numero di punti all'interno del campionato medesimo. La classifica viene stilata tenendo in considerazione i primi dieci classificati di ogni singola gara e assegnando dieci punti alla nazione di appartenenza del primo fino ad arrivare a quella del decimo che ottiene un punto; vengono presi in esame solo i migliori due risultati di ogni nazione che vengono sommati per ciascuna gara in programma, sia maschile che femminile, il risultato delinea la classifica del trofeo Marc Hodler. 
Istituito nel 1999, questo trofeo deve il suo nome all'omonimo ex presidente della Federazione Internazionale Sci, che aveva guidato per oltre quarant'anni fino al 1998. 

## Albo d'oro

### Sci alpino
| Ed. | Anno | 1º posto      | 2º posto      | 3º posto      |
| --- | ---- | ------------- | ------------- | ------------- |
| 1   | 1999 | Austria       | Francia       | Stati Uniti   |
| 2   | 2000 | Austria       | Italia        | Svizzera      |
| 3   | 2001 | Austria       | Svizzera      | Italia        |
| 4   | 2002 | Stati Uniti   | Austria       | Svizzera      |
| 5   | 2003 | Svizzera      | Austria       | Stati Uniti   |
| 6   | 2004 | Stati Uniti   | Austria       | Svezia        |
| 7   | 2005 | Austria       | Stati Uniti   | Italia        |
| 8   | 2006 | Austria       | Svizzera      | Stati Uniti   |
| 9   | 2007 | Austria       | Slovenia      | Svizzera      |
| 10  | 2008 | Austria       | Germania      | Norvegia      |
| 11  | 2009 | Austria       | Germania      | Norvegia      |
| 12  | 2010 | Norvegia      | Austria       | Francia       |
| 13  | 2011 | Non assegnato | Non assegnato | Non assegnato |
| 14  | 2012 | Non assegnato | Non assegnato | Non assegnato |
| 15  | 2013 | Non assegnato | Non assegnato | Non assegnato |
| 16  | 2014 | Austria       | Svizzera      | Norvegia      |
| 17  | 2015 | Norvegia      | Svizzera      | Austria       |
| 18  | 2016 | Austria       | Svizzera      | Canada        |
| 19  | 2017 | Austria       | Svizzera      | Italia        |
| 20  | 2018 | Svizzera      | Austria       | Norvegia      |
| 21  | 2019 | Svizzera      | Norvegia      | Austria       |
| 22  | 2020 | Austria       | Norvegia      | Svezia        |
| 23  | 2021 | Austria       | Italia        | Svezia        |
| 24  | 2022 | Austria       | Italia        | Svizzera      |
| 25  | 2023 | Svizzera      | Italia        | Germania      |
| 26  | 2024 | Svizzera      | Italia        | Austria       |
| 26  | 2025 | Austria       | Svizzera      | Svezia        |

### Sci nordico
| Ed. | Anno | 1º posto      | 2º posto         | 3º posto      |
| --- | ---- | ------------- | ---------------- | ------------- |
| 1   | 1999 | Finlandia     | Germania         | Svezia        |
| 2   | 2000 | Finlandia     | Russia           | Germania      |
| 3   | 2001 | Non assegnato | Non assegnato    | Non assegnato |
| 4   | 2002 | Norvegia      | Finlandia        | Francia       |
| 5   | 2003 | Norvegia      | Russia           | Germania      |
| 6   | 2004 | Germania      | Russia           | Norvegia      |
| 7   | 2005 | Norvegia      | Russia           | Finlandia     |
| 8   | 2006 | Norvegia      | Germania         | Rep. Ceca     |
| 9   | 2007 | Norvegia      | Germania         | Finlandia     |
| 10  | 2008 | Germania      | Norvegia         | Francia       |
| 11  | 2009 | Norvegia      | Germania         | Russia        |
| 12  | 2010 | Norvegia      | Germania         | Russia        |
| 13  | 2011 | Norvegia      | Germania         | Russia        |
| 14  | 2012 | Russia        | Norvegia         | Slovenia      |
| 15  | 2013 | Non assegnato | Non assegnato    | Non assegnato |
| 16  | 2014 | Germania      | Norvegia         | Austria       |
| 17  | 2015 | Norvegia      | Germania         | Austria       |
| 18  | 2016 | Germania      | Austria          | Norvegia      |
| 19  | 2017 | Germania      | Italia Norvegia  | Non assegnato |
| 20  | 2018 | Norvegia      | Germania         | Francia       |
| 21  | 2019 | Norvegia      | Germania         | Russia        |
| 22  | 2020 | Norvegia      | Germania         | Austria       |
| 23  | 2021 | Norvegia      | Russia           | Austria       |
| 24  | 2022 | Germania      | Norvegia         | Austria       |
| 25  | 2023 | Norvegia      | Germania         | Austria       |
| 26  | 2024 | Germania      | Austria Norvegia | Non assegnato |
| 27  | 2025 | Norvegia      | Germania         | Austria       |

### Sci freestyle
| Ed. | Anno | 1º posto      | 2º posto      | 3º posto      |
| --- | ---- | ------------- | ------------- | ------------- |
| 1   | 2010 | Stati Uniti   | Svizzera      | Canada        |
| 2   | 2011 | Finlandia     | Russia        | Stati Uniti   |
| 3   | 2012 | Stati Uniti   | Russia        | Svezia        |
| 4   | 2013 | Non assegnato | Non assegnato | Non assegnato |
| 5   | 2014 | Stati Uniti   | Russia        | Francia       |
| 6   | 2015 | Stati Uniti   | Russia        | Francia       |
| 7   | 2016 | Stati Uniti   | Francia       | Russia        |
| 8   | 2017 | Stati Uniti   | Russia        | Svezia        |
| 9   | 2018 | Russia        | Stati Uniti   | Giappone      |
| 10  | 2019 | Stati Uniti   | Canada        | Russia        |
| 11  | 2021 | Russia        | Svizzera      | Austria       |
| 12  | 2022 | Stati Uniti   | Canada        | Svezia        |
| 13  | 2023 | Stati Uniti   | Canada        | Cina          |
| 14  | 2024 | Canada        | Stati Uniti   | Germania      |
| 15  | 2025 | Stati Uniti   | Cina          | Germania      |

### Snowboard
| Ed. | Anno | 1º posto      | 2º posto      | 3º posto      |
| --- | ---- | ------------- | ------------- | ------------- |
| 1   | 2004 | Austria       | Germania      | Finlandia     |
| 2   | 2005 | Francia       | Svizzera      | Stati Uniti   |
| 3   | 2006 | Stati Uniti   | Svizzera      | Finlandia     |
| 4   | 2007 | Austria       | Norvegia      | Russia        |
| 5   | 2008 | Francia       | Stati Uniti   | Austria       |
| 6   | 2009 | Austria       | Stati Uniti   | Svizzera      |
| 7   | 2010 | Russia        | Stati Uniti   | Austria       |
| 8   | 2011 | Svizzera      | Austria       | Germania      |
| 9   | 2012 | Non assegnato | Non assegnato | Non assegnato |
| 10  | 2013 | Non assegnato | Non assegnato | Non assegnato |
| 11  | 2014 | Russia        | Svizzera      | Francia       |
| 12  | 2015 | Russia        | Corea del Sud | Stati Uniti   |
| 13  | 2016 | Russia        | Canada        | Francia       |
| 14  | 2017 | Russia        | Svizzera      | Stati Uniti   |
| 15  | 2018 | Russia        | Russia        | Giappone      |
| 16  | 2019 | Giappone      | Canada        | Russia        |
| 17  | 2020 | Russia        | Canada        | Giappone      |
| 18  | 2021 | Russia        | Giappone      | Svizzera      |
| 19  | 2022 | Giappone      | Canada        | Stati Uniti   |
| 20  | 2023 | Giappone      | Italia        | Canada        |
| 21  | 2024 | Giappone      | Canada        | Francia       |
| 22  | 2025 | Italia        | Giappone      | Canada        |

## Medagliere
| Posiz. | Nazione       | Oro | Argento | Bronzo | Totale |
| ------ | ------------- | --- | ------- | ------ | ------ |
| 1      | Austria       | 18  | 8       | 10     | 36     |
| 2      | Norvegia      | 14  | 10      | 5      | 29     |
| 3      | Stati Uniti   | 13  | 6       | 8      | 27     |
| 4      | Russia        | 12  | 10      | 5      | 27     |
| 5      | Germania      | 7   | 12      | 6      | 25     |
| 6      | Svizzera      | 6   | 12      | 6      | 24     |
| 7      | Giappone      | 4   | 3       | 2      | 9      |
| 8      | Finlandia     | 3   | 1       | 4      | 8      |
| 9      | Francia       | 2   | 2       | 9      | 13     |
| 10     | Canada        | 1   | 8       | 4      | 13     |
| 11     | Italia        | 1   | 7       | 3      | 11     |
| 12     | Svezia        | 0   | 1       | 8      | 9      |
| 13     | Slovenia      | 0   | 1       | 1      | 2      |
| 13     | Cina          | 0   | 1       | 1      | 2      |
| 15     | Corea del Sud | 0   | 1       | 0      | 1      |
| 16     | Rep. Ceca     | 0   | 0       | 1      | 1      |
| Totale | Totale        | 83  | 85      | 81     | 249    |